# إنثيناكوربا
بلدية إنثيناكوربا (بالإسبانية: Encinacorba) هي بلدية تقع في مقاطعة سرقسطة التابعة لمنطقة أراغون شمال شرق إسبانيا.

## الديموغرافيا
بلغ عدد سكان بلدية إنثيناكوربا 253 نسمة عام 2011 (وفقاً للمعهد الوطني الإسباني للإحصاء).
| 347 | 321 | 337 | 273 | 261 | 264 | 253 |